# 내막의 자리옮김효소
내막의 자리옮김효소(영어: translocase of the inner membrane, TIM)는 미토콘드리아 내막에서 발견되는 단백질 복합체이다. TIM 복합체의 구성 요소는 내막을 가로질러 미토콘드리아 기질로 단백질의 자리옮김을 촉진한다. 이들은 또한 단백질이 기능하기 위해 상주해야 하는 미토콘드리아 내막으로의 단백질의 삽입을 촉진하며, 여기에는 주로 단백질의 미토콘드리아 운반체 계열의 구성원이 포함된다.

## TIM23 복합체
TIM23 복합체는 기질 표적 단백질의 미토콘드리아 기질로의 자리옮김을 촉진한다. 이들 단백질에는 절단 가능한 전서열(presequence)이 포함되어 있다. TIM23 복합체는 미토콘드리아 내막을 가로지르는 자리옮김 통로의 구조적 형성에 기여하는 것으로 생각되는 Tim17, Tim21 및 Tim23 소단위체와 외재성 막 단백질인 Tim44로 구성된다. Tim44는 Tim23과 약하게 연관되어 있으며 미토콘드리아 내막의 기질 쪽에 위치한다. TIM17-23 복합체가 열리면 Tim44는 미토콘드리아 열 충격 단백질 70을 모집하여 ATP 가수분해를 통해 전구체의 자리옮김을 추가로 매개한다. 단백질이 미토콘드리아 기질로 진입한 후, 기질 처리 펩티데이스에 의해 전서열이 절단되고 단백질은 HSP60에 의해 촉진되는 활성 입체형태로 접히게 된다.

## TIM22 복합체
TIM22 복합체는 운반체 전단백질(preprotein)을 미토콘드리아 내막으로의 통합을 매개하는 역할을 한다. TIM22 복합체의 소단위체인 Tim22는 미토콘드리아 내막 내에서 통로를 형성하며 운반체 자리옮김효소라고 한다. Tim54와 작은 Tim 단백질인 작은 Tim 단백질인 Tim9, Tim10 및 Tim12는 Tim18 뿐만 아니라 TIM22 복합체에도 기여한다. Tim18의 기능은 아직 명확하지 않다. 그러나 TIM22 복합체의 조립 및 안정화에 역할을 하는 것으로 생각되지만 막으로의 단백질의 삽입에는 관여하지 않는다. Tim54는 Tim22와 직접 연관되지는 않지만 Tim22의 안정성에 도움이 되는 것으로 여겨진다. 절단 가능한 전단백질과 달리, 외막의 자리옮김효소를 통해 외막을 가로질러 자리옮김된 후, 운반체 전단백질은 용해성 Tim9-Tim10 복합체에 의해 결합되며, 이 복합체의 대부분(약 95%)은 막 사이 공간 내에서 자유롭게 떠 있다. 이 작은 TIM 복합체는 샤페론으로 작용하고 소수성 전구체가 막 사이 공간의 수용성 환경에서 응집되는 것을 방지함으로써 전구체 운반체 단백질을 안정화시킬 수 있다. Tim9 및 Tim10의 작은 부분(약 5%)은 TIM 복합체의 외부 표면에서 Tim12를 포함하는 변형된 복합체로 조립된다. Tim12는 막에 결합되어 있으므로 Tim9와 Tim10을 TIM22 복합체의 면에 도킹하는 링커 분자로 역할을 할 수 있다. 그런 다음 운반체 전단백질이 전위 의존적 방식으로 미토콘드리아 내막으로 삽입된다. 막 전위는 운반체 자리옮김효소로 전구체의 삽입 및 단백질의 자리옮김을 완료하는 미토콘드리아 내막의 지질상으로 단백질의 측면 방출 모두에 필요하다. 그러나 이러한 막 전위 의존적 과정은 ATP 구동 기구가 없을 때 일어난다.

## 서브패밀리
- 미토콘드리아 내막 유입 자리옮김효소, 소단위체 TIMM17 인터프로: IPR005678
- 미토콘드리아 내막 유입 자리옮김효소, 소단위체 TIMM23 인터프로: IPR005681

## 이 도메인을 포함하는 사람의 단백질
TIM17A, TIMM17A, TIMM17B, TIMM22, TIMM23.

## 같이 보기
- 외막의 자리옮김효소 (TOM)
- TIMM17A
- TIMM22
- TIMM23
- TIMM44
- 분류 및 조립 기구